# NeoMagic
NeoMagicはアメリカの半導体メーカー。本社所在地カリフォルニア州サンタクララ。
かつてモバイルビデオチップ市場で大きなシェアを持っていた。本項では、モバイルビデオチップを中心に取り扱う。

## 概要
いち早くEmbedded構造を採用し、ビデオメモリを統合したモバイルビデオチップを出荷していた。3D性能は低くDirect3Dにも対応していなかったが、安価で実装面積が少ないという特徴を持つ。この為、Windows 95からWindows 98の時期には多くの大手メーカー製ノートPCで採用された。しかし市場がノートPCに対してもより高い性能を求め始め、高性能なグラフィックコアを持つATIやS3といったデスクトップ向けビデオチップメーカーのモバイル市場への参入と、統合チップセットの進化により、同社は2000年にPC向けビデオチップ市場から撤退した。
以降は小型デバイス用メディアプロセッサ事業などを行っており、PC向けチップは手がけていない。

## 製品

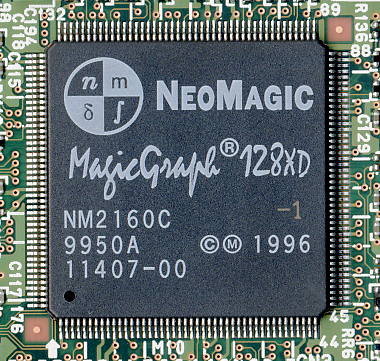
MagicGraph128XD
NM2160C

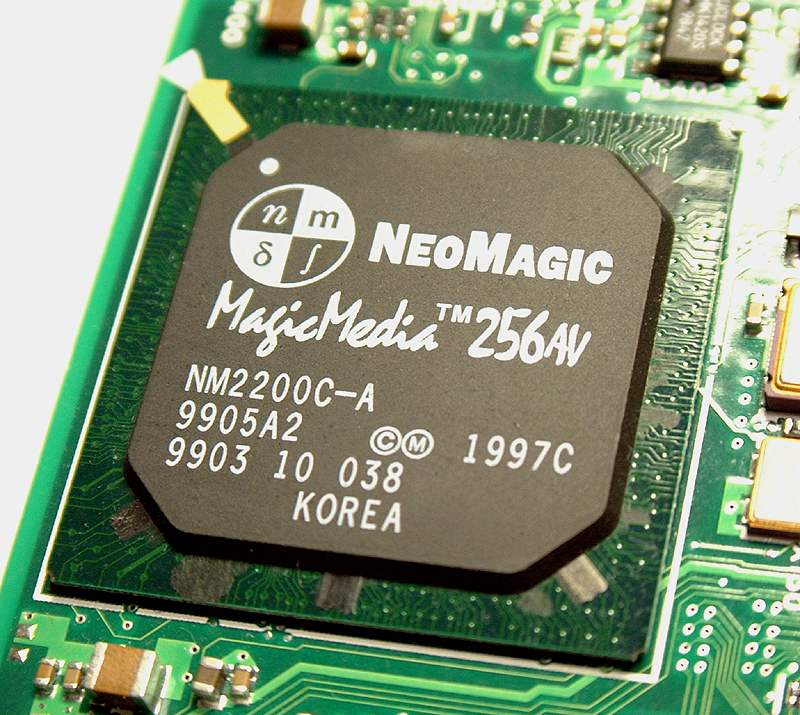
MagicMedia256AV
NM2200C-A

### MagicGraph128シリーズ
128bitのグラフィックエンジンを持ち、インターフェースはPCI。2MBのメモリを統合する。最終版であるMagicGraph128XDのみOpenGLに対応する。

### MagicMedia256シリーズ
128bitのグラフィックエンジンを持ち、インターフェースはPCI。2.5MBのメモリとAC'97準拠のサウンド機能を統合している。
MagicMedia 256XL+(NM2380)では6MB、MagicMedia 256AV+(NM2230)では3MBのビデオメモリをチップに内蔵する。